# Heinrich Zimmermann (Beamter)
Heinrich Zimmermann (geboren vor 1920; gestorben 1948 in Berlin) war ein deutscher Ministerialbeamter und Regierungsrat und Leiter der „Filmprüfstelle Berlin“.

## Leben

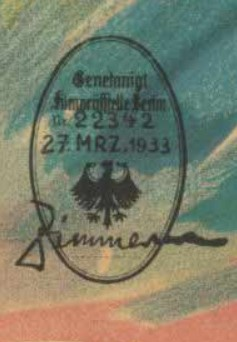
Genehmigung der „Filmprüfstelle Berlin“ Nummer 22342 vom 27. März 1933 mit der Unterschrift von Heinrich Zimmermann;
Ausschnitt aus dem von Josef Fenneker gestalteten Plakat für den Film Spione am Werk unter der Regie von Gerhard Lamprecht

Zimmermann war zu Beginn der Weimarer Republik Mitglied der SPD und leitete ab 1929 die Berliner Filmprüfstelle. So findet sich sein Genehmigungs-Stempel mit seiner Unterschrift beispielsweise mit dem Datum vom 9. September 1931 auf dem von dem Grafiker Alfred Hermann gestalteten Plakat für den von Carl Heinz Wolff inszenierten Tonfilm Kyritz Pyritz, der von dem gleichnamigen Theaterstück aus der Feder des Autorenduos Heinrich Wilken und Oskar Justinus adaptiert wurde.
Nach der Machtergreifung durch die Nationalsozialisten 1933 verblieb Zimmermann in seiner Position, da er sich – anders als etwa sein Kollege Leo Dillinger – von der SPD distanzierte.
Nachdem Zimmermann versuchte, sich durch verschiedene Artikel zur Film- und Reklamezensur dem NS-Regime anzudienen, wurde er 1938 in das Reichsministerium für Volksaufklärung und Propaganda versetzt. Er starb 1948 in Berlin.